# Mai 2003
Portal Geschichte | Portal Biografien | Aktuelle Ereignisse | Jahreskalender | Tagesartikel

◄ |
20. Jahrhundert |
21. Jahrhundert

◄ |
1970er |
1980er |
1990er |
2000er
| 2010er | 2020er | 2030er | ►

◄ |
1999 |
2000 |
2001 |
2002 |
2003
| 2004 | 2005 | 2006 | 2007 | ►

◄ |
Februar 2003 |
März 2003 |
April 2003 |
Mai 2003 |
Juni 2003 |
Juli 2003 |
August 2003 |
►
Dieser Artikel behandelt tagesbezogene Nachrichten und Ereignisse im Mai 2003.

## Tagesgeschehen

### Donnerstag, 1. Mai 2003

Logo des RBB

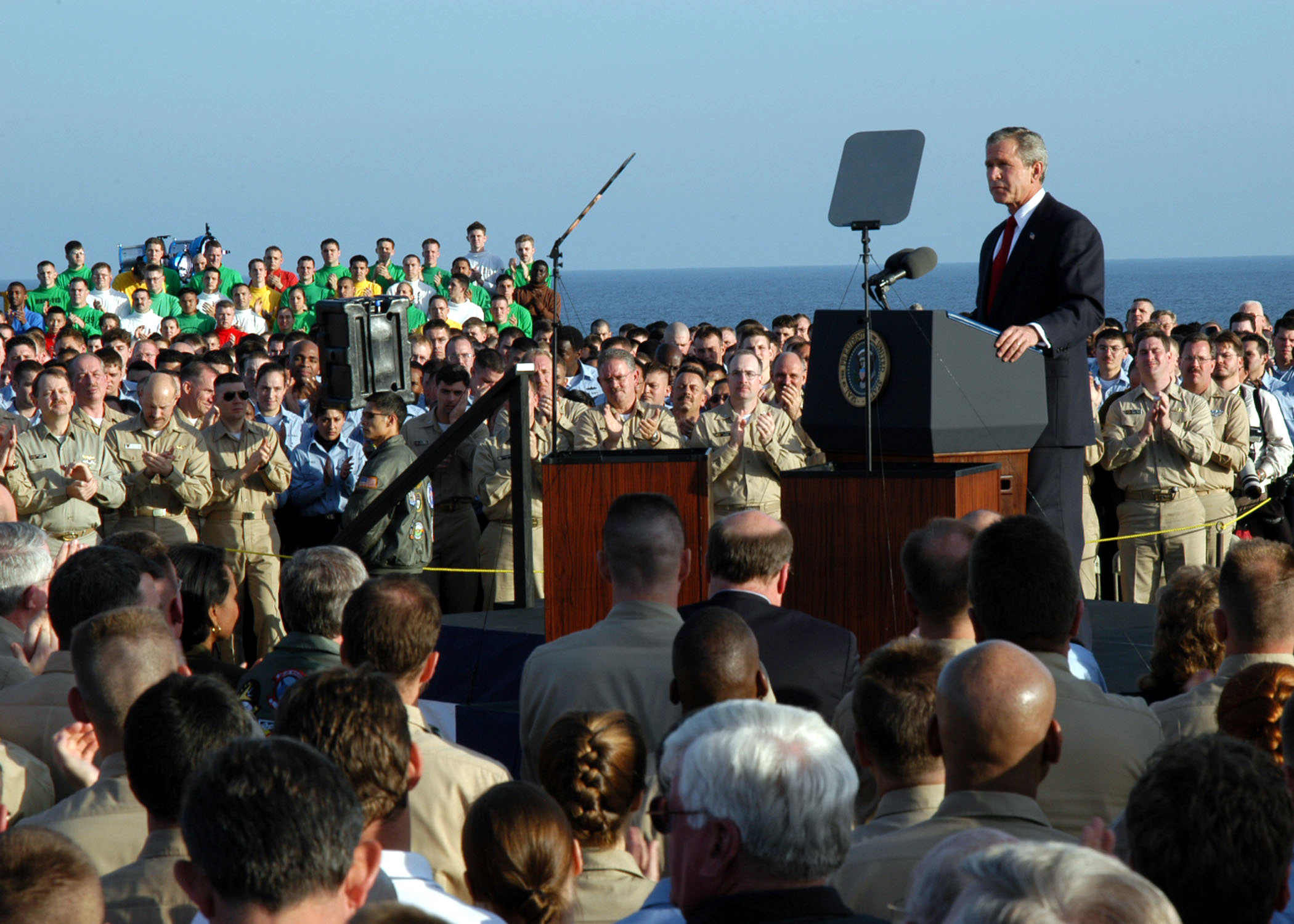
George W. Bush verkündet das Ende des Kriegs im Irak

- Berlin, Potsdam/Deutschland: Die öffentlich-rechtlichen Rundfunkveranstalter Sender Freies Berlin und Ostdeutscher Rundfunk Brandenburg gründen ihren gemeinsamen Nachfolger Rundfunk Berlin-Brandenburg, kurz RBB. Die Namenswahl ergab sich aus einer Zuschauer- und -hörerumfrage.[1]
- Bingöl/Türkei: Bei einem Erdbeben der Stärke 6,4 MW kommen mindestens 115 Menschen ums Leben.[2]
- Pazifischer Ozean: In einem medienwirksamen Auftritt landet US-Präsident George W. Bush an Bord einer S-3B Viking auf dem Flugzeugträger Abraham Lincoln, der nach dem Einsatz im Persischen Golf nach Kalifornien zurückgekehrt war. Auf dem Deck erklärt er den amerikanischen Feldzug im Irak für beendet (englisch „Mission accomplished“), ungeachtet der anhaltend schlechten Sicherheitslage.

### Freitag, 2. Mai 2003
- Frankfurt am Main/Deutschland: Das Landgericht lockert das Streikverbot für die Lokomotivführer der Deutschen Bahn. Lokführer im Nahverkehr dürfen jetzt streiken.
- Washington, D.C./Vereinigte Staaten: Das Bundesgericht hebt die Bestimmungen für finanzielle Schranken im 2002 verabschiedeten Wahlspendengesetz auf. Die Limitierung betraf Wahlspenden und so genannte „Issue Ads“. Das Gericht folgt damit der Ansicht der amerikanischen Waffenbesitzer-Vereinigung und der Republikanischen Partei.

### Sonntag, 4. Mai 2003
- Algier/Algerien: Die Regierung des Landes gibt zu, mit den Entführern der 31 Sahara-Touristen zu verhandeln. Die deutsche Regierung zieht bei einem Scheitern der Verhandlungen den Einsatz von GSG-9-Einheiten in Betracht.
- Dresden/Deutschland: Die sieben neuen Kirchenglocken der evangelisch-lutherischen Frauenkirche werden im Rahmen eines Gottesdienstes geweiht. Das Bauwerk wird seit 1996 z. T. mit Steinmaterial der 1945 zerstörten Frauenkirche als deren Kopie wiedererrichtet. Die Baukosten in Höhe von 130 Millionen Euro werden durch zahlreiche Spender aus Deutschland und dem Vereinigten Königreich mitgetragen.
- Irak: Das Land soll in drei Besatzungszonen aufgeteilt werden. Der Norden fiele Polen zu, die Zone der Vereinigten Staaten bestünde aus Bagdad und den umliegenden Regionen und für den Süden ist das Vereinigte Königreich vorgesehen. Der Aufbau einer Verwaltung und die Demokratisierung des Landes werden als Ziele genannt.
- Madrid/Spanien: Während seines zweitägigen Besuchs der Stadt spricht Papst Johannes Paul II. fünf spanische Geistliche heilig.

### Montag, 5. Mai 2003
- Amsterdam/Niederlande: Der Brauer Heineken übernimmt die Mehrheit an der österreichischen börsennotierten Braubeteiligungs-AG. Die Niederländer bauen damit ihre führende Position in Europa weiter aus. Kritiker sprechen wegen des Rückgangs der „freien“ Brauereien vom Trend zum „Einheitsbier“.
- Eisenach/Deutschland: Erste Warnstreiks im Opel-Werk sollen die Forderung der IG Metall nach einer 35-Stunden-Woche für Arbeitnehmer im Beitrittsgebiet von 1990 unterstützen.
- Vereinigte Staaten: „Spam gefährdet das E-Mail-System“ ist das offizielle Fazit einer Konferenz der US-Handelsbehörde FTC. Sie fordert weltweite gesetzliche Maßnahmen.
- Vereinigte Staaten: In mehreren US-Staaten wird nach einer Initiative des Verbands Motion Picture Association of America der Betrieb bestimmter elektronischer Geräte an eine Zustimmung des jeweiligen „Communication Service Providers“ geknüpft. Privatpersonen benötigen u. a. für die Nutzung von Anrufbeantwortern, Computern, Faxgeräten, Fernsehern, Mobiltelefonen, Modems, Radioapparaten, Telefonen oder Videorekordern jeweils eine Erlaubnis.
- Warschau/Polen: Verteidigungsminister Jerzy Szmajdziński deutet an, dass möglicherweise vier Besatzungszonen im Irak eingerichtet werden. Welches Land neben den Vereinigten Staaten, dem Vereinigten Königreich und Polen dafür vorgesehen ist, sagt Szmajdzinski nicht.
- Wien/Österreich: Die Streiks der Gewerkschaft gegen die Pensionsreform laufen an. Die Drucker und Teile der Eisenbahner legen ihre Arbeit nieder.

### Dienstag, 6. Mai 2003
- Deutschland: Das geplante Treffen der SPD mit dem Deutschen Gewerkschaftsbund findet wegen Unstimmigkeiten über die geplanten Sozialreformen der Agenda 2010 nicht statt und soll auch nicht vor dem SPD-Sonderparteitag am 1. Juni nachgeholt werden.
- Genf/Schweiz: Die Gesundheitsminister der Mitgliedstaaten der Europäischen Union können sich nicht auf eine einheitliche Regelung für die Bekämpfung des Schweren Akuten Atemwegssyndroms einigen. Die Weltgesundheitsorganisation bescheinigt den einzelnen europäischen Staaten eine gute Vorbereitung, sieht allerdings keinen Anlass für eine Entwarnung.
- Österreich: Zum ersten Mal seit Jahrzehnten legen in verschiedenen Branchen laut Österreichischem Gewerkschaftsbund Hunderttausende ihre Arbeit nieder. Der Grund des Streiks ist die Pensionsreform der Bundesregierung.

### Mittwoch, 7. Mai 2003
- Bagdad/Irak: In der Stadt tauchen zahlreiche als vermisst betrachtete Bestände des Nationalmuseums auf, meist Handschriften. Die Mehrzahl wurde zu Beginn des Irakkriegs in sichere Lagerräume verbracht, andere Stücke wurden von Plünderern verschleppt.
- Görlitz/Deutschland, Zgorzelec/Polen: Der Grundstein für die Altstadtbrücke, eine neue Fußgänger- und Radfahrer-Brücke zwischen Görlitz auf der deutschen Seite und seiner ehemaligen Vorstadt auf der polnischen Seite, wird gelegt.

### Donnerstag, 8. Mai 2003
- Rabat/Marokko: Anlässlich der Geburt seines ersten Sohns Moulay Hassan verkündet der marokkanische König Mohammed VI. eine Amnestie für 9.459 Häftlinge.
- Somogy/Ungarn: Bei Siófok in der Nähe des Balatons hält ein Bus am Ende eines Staus auf einem Bahnübergang und wird von einem Zug erfasst. Die Behörden melden 27 Tote und 50 Verletzte.

### Freitag, 9. Mai 2003
- Kosovo/Serbien und Montenegro: Aus Mangel an Personal wird die Bundeswehr bis zum 19. Mai 140 KFOR-Soldaten von der Sicherung der Feldlager rund um die Stadt Prizren abziehen. Georgische Einheiten sind als Ersatz vorgesehen.

### Samstag, 10. Mai 2003
- Berlin/Deutschland: Der Ver.di-Bundeserwerbslosenausschuss, der Arbeitslosenverband Deutschlands und die Koordinierungsstelle gewerkschaftlicher Arbeitslosengruppen rufen zum Protest gegen die Abschaffung der Arbeitslosenhilfe und die weitere Verarmung der Erwerbslosen auf. Eine Großkundgebung in Berlin am 17. Mai soll für mehr gesellschaftliche Aufmerksamkeit sorgen.

### Sonntag, 11. Mai 2003
- Basel/Schweiz: Der FC Basel gewinnt im St. Jakob-Park das Final um den Schweizer Cup im Fussball mit 6:0 gegen Neuchâtel Xamax.[3]
- Canberra/Australien: Der Generalgouverneur von Australien und ehemalige anglikanische Erzbischof von Brisbane Peter Hollingworth tritt zurück. Ihm wird vorgeworfen, Hinweise auf sexuellen Missbrauch durch einen Priester ignoriert zu haben.
- Helsinki/Finnland: Kanada wird Eishockey-Weltmeister durch einen 3:2-Sieg gegen Schweden.[4]
- Podgorica/Serbien und Montenegro: Filip Vujanović wird zum Präsidenten Montenegros gewählt. Er gilt als Fürsprecher der Unabhängigkeit Montenegros von Serbien.
- Vilnius/Litauen: In einem Referendum stimmen die Wähler mehrheitlich für den Beitritt Litauens zur Europäischen Union.
- Wien/Österreich: Unbekannte stehlen in der Nacht auf Sonntag aus dem Kunsthistorischen Museum die Skulptur Saliera (ein Salzfass) von Benvenuto Cellini.

### Montag, 12. Mai 2003
- London/Vereinigtes Königreich: Die britische Ministerin für internationale Zusammenarbeit Clare Short tritt zurück. Sie positionierte sich wiederholt gegen Premierminister Tony Blair, dem sie eine Vernachlässigung der Rolle der Vereinten Nationen im Irakkonflikt vorwirft.
- Riad/Saudi-Arabien: Bei der Explosion von vier Autobomben sterben 26 Menschen und über 160 weitere werden verletzt.
- Znamenskoje/Russland: Vor dem Hauptquartier des Geheimdiensts FSB in Tschetschenien detoniert eine in einem Lkw verborgene Bombe und tötet 59 Menschen, weitere 200 werden verletzt. Hinter der Tat werden tschetschenische Rebellen vermutet.

### Dienstag, 13. Mai 2003
- Wien/Österreich: Im Protest gegen die Pensionsreform versammeln sich am Abend trotz Hagelsturms mehr als 100.000 Menschen in den Straßen.

### Mittwoch, 14. Mai 2003
- Buenos Aires/Argentinien: Vor der zweiten Runde der Präsidentschaftswahlen erklärt der Kandidat Carlos Menem seinen Rückzug.
- Victoria/Vereinigte Staaten: Die texanische Polizei findet die Leichen von 17 Lateinamerikanern, die meisten in einem verschlossenen Lastwagen, in dem sie offensichtlich erstickten. Es handelt sich mit hoher Wahrscheinlichkeit um Migranten.

### Donnerstag, 15. Mai 2003
- London/Vereinigtes Königreich: Laut einem Bericht der Zeitschrift Nature existieren nur noch zehn Prozent des Bestands an großen Fischen des Jahres 1950. Massive Überfischung habe zahlreiche Arten an den Rand des Aussterbens gebracht.
- Vereinigte Staaten: Die Vereinigten Staaten erheben Anklage in Abwesenheit gegen Jamal al-Bedawi und Fahd al-Quso, die der Beteiligung am Anschlag gegen die Cole im Oktober 2000 überführt werden sollen.

### Freitag, 16. Mai 2003
- Bagdad/Irak: Der Chef der Nachkriegsverwaltung, Paul Bremer aus den Vereinigten Staaten, verordnet die „De-Ba'athification of Iraqi Society“ (deutsch „Entfernung der Baath-Partei aus der irakischen Gesellschaft“).[5]
- Casablanca/Marokko: Bei einer Reihe von Selbstmordattentaten auf mehrere Restaurants und Hotels kommen 33 Zivilpersonen und die zwölf Attentäter ums Leben und über 100 weitere Menschen werden verletzt.[6]

### Samstag, 17. Mai 2003
- Bratislava/Slowakei: Im Referendum über die geplante EU-Mitgliedschaft der Republik stimmen die Wähler mit großer Mehrheit für deren Beitritt.
- Sri Lanka: Bei Überflutungen werden hunderttausende Menschen obdachlos. Die Zahl der vermissten Personen liegt bei circa 500.

### Sonntag, 18. Mai 2003
- Bern/Schweiz: Die Stimmberechtigten votieren gegen die Volksinitiativen zur Gesundheit, zu Kernkraftwerken, zur Hilfe für Behinderte, zu Lehrstellen, zum Mieterschutz und zur Sonntagsruhe. Die beiden Armee-Vorlagen hingegen, zur Reform der Streitkräfte sowie zum Bevölkerungs- und Zivilschutz, werden angenommen.
- Vatikanstadt: Papst Johannes Paul II. spricht auf dem Petersplatz vier Menschen heilig.

### Montag, 19. Mai 2003
- Bagdad/Irak: In der Stadt findet die größte anti-amerikanische Demonstration seit der Besetzung des Landes durch die Alliierten unter Führung der Vereinigten Staaten statt. Sie wird von Schiiten und Sunniten gemeinsam veranstaltet.
- Israel: Das fünfte Selbstmordattentat innerhalb von zwei Tagen fordert vier Tote.

### Dienstag, 20. Mai 2003
- Bangkok/Thailand: Das Land reagiert auf die verbreitete Angst vor einer Erkrankung am Schweren Akuten Atemwegssyndrom. Die Regierung stellt jedem Touristen 100.000 US-Dollar in Aussicht, der nachweisen kann, sich tatsächlich in Thailand mit der Krankheit angesteckt zu haben. Es gab bisher weltweit 640 Todesopfer, zwei davon in Thailand.
- Deutschland: Die Deutsche Bahn entlässt aufgrund der Kritik an ihrem seit Dezember gültigen Preissystem und wegen des Umsatzrückgangs um 14 % im ersten Quartal zwei führende Manager. Änderungen am Preissystem sind angedacht.
- Hamburg/Deutschland: Die Klage des Ex-Abgeordneten im Landesparlament Manfred Mahr gegen Innensenator Ronald Schill wegen des Tragens einer Waffe ohne Waffenschein im Jahr 2002 wird zurückgewiesen.
- Stuttgart/Deutschland: Das Land Baden-Württemberg verhängt aufgrund einer zu erwartenden Etatlücke in Höhe von 284 Millionen Euro eine Haushaltssperre. Für 2004 wird eine Kürzung von Subventionen um 10 % erwogen. Ein Personalabbau soll verhindert werden.
- Vereinigte Staaten: Die landesweite Terrorwarnstufe wird wegen Hinweisen auf geplante Attentate der Terrororganisation Al-Qaida auf die Stufe „Hoch“ gestellt.

### Mittwoch, 21. Mai 2003
- Algier/Algerien: Ein schweres Erdbeben erschüttert am Abend die Stadt selbst und die östlich von ihr gelegene Region. Mehr als 2.000 Menschen kommen ums Leben.[7]
- Berlin/Deutschland: Bundesverteidigungsminister Peter Struck (SPD) fordert eine Verankerung von Inlandseinsätzen der Bundeswehr im Grundgesetz. Die wichtigste Aufgabe der Streitkräfte sei der Kampf gegen den Terrorismus, das gelte weltweit.
- Kabul/Afghanistan: Vor der Botschaft der Vereinigten Staaten werden von dort postierten US-Soldaten vier afghanische Soldaten tödlich verletzt, ein weiterer wird verwundet.
- Sevilla/Spanien: Der FC Porto gewinnt den Fußball-UEFA-Cup nach einem 3:2 im Finale gegen Celtic Glasgow.[8]

### Donnerstag, 22. Mai 2003
- Bonn/Deutschland: Im Botanischen Garten öffnet sich die weltgrößte Blüte einer Titanwurz-Pflanze. Der Blütenstängel misst 2,74 m. Das Gewächshaus bleibt Besuchern aus diesem Grund bis Mitternacht zugänglich.
- Brüssel/Belgien: Die Europäische Kommission verurteilt die Deutsche Telekom zu einer Strafe von 12,6 Millionen Euro wegen zu hoher Gebühren für den Zugang zu ihrem Telekommunikationsnetz für Konkurrenzunternehmen.
- Kolumbien: Die kolumbianischen Streitkräfte töten mindestens 29 Rebellen der Guerilla-Organisation FARC.
- New York/Vereinigte Staaten: Der Sicherheitsrat der Vereinten Nationen hebt in seiner Resolution 1483 mit sofortiger Wirkung die Sanktionen gegen den Irak auf.[9]

### Freitag, 23. Mai 2003
- Berlin/Deutschland: Mit etwa 2.000 Gästen feiert die SPD den Gründungstag des Allgemeinen Deutschen Arbeitervereins vor 140 Jahren.
- Deutschland: 66,8 % der Mitglieder der Partei Bündnis 90/Die Grünen stimmen für die Lockerung der strikten Trennung von Amt und Mandat, die verhindern soll, dass die Macht einzelner Führungskräfte zu groß wird.

### Samstag, 24. Mai 2003
- Berlin/Deutschland: Der SPD-Fraktionsvorsitzende Franz Müntefering widerspricht Bundesverteidigungsminister Peter Struck (SPD), die Reform der Wehrpflicht müsse mit einer schnellen Entscheidung eingeleitet werden. Bundesfamilienministerin Renate Schmidt (SPD) und Bundesfinanzminister Hans Eichel (SPD) sprechen sich gegen die Wehrpflicht aus, selbst bei einer Verkürzung von neun Monaten auf sechs, und favorisieren deren Abschaffung.
- Berlin/Deutschland: Die CDU Berlin wählt Joachim Zeller zu ihrem neuen Vorsitzenden. Er setzt sich gegen den früheren Finanzsenator Peter Kurth durch.
- Deutschland: Nach Bundesinnenminister Otto Schily (SPD) erhält dieses Jahr der Discounter Aldi den Negativ-Preis Verschlossene Auster für mangelhafte Informationspolitik.
- Deutschland: Der FC Bayern München ist nun offiziell Deutscher Fußballmeister 2003.
- Irak: Die Besatzungsmächte fordern die irakische Bevölkerung zur Abgabe ihrer Waffen bis zum 14. Juni auf. Ab diesem Tag müssen Waffenträger mit einer Festnahme rechnen.
- Kirkuk/Irak: Wie die Stadt Mossul vor drei Wochen erhält auch Kirkuk eine halb-demokratische Verwaltung. Bei spontanen Protesten gegen die Besatzungsmacht nehmen Soldaten der alliierten Truppen mehrere Personen fest.
- New York/Vereinigte Staaten: Der Generalsekretär der Vereinten Nationen (UN) Kofi Annan gibt bekannt, dass Sérgio Vieira de Mello für vier Monate zum UN-Sonderbeauftragten für den Irak ernannt wurde.
- Palästinensische Autonomiegebiete: Die islamistische Terrororganisation Hamas stellt sich gegen den Nahost-Friedensplan und nennt diesen eine Verzögerungstaktik des israelischen Ministerpräsidenten Ariel Scharon.
- Riga/Lettland: Beim Eurovision Song Contest gewinnt der Beitrag der Türkei Everyway That I Can, dargeboten von Sertab Erener.

### Sonntag, 25. Mai 2003

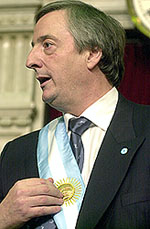
Néstor Kirchner

- Afghanistan: Kanada übernimmt die Leitung der International Security Assistance Force (deutsch Internationale Sicherheitsunterstützungstruppe) von Deutschland.
- Bremen/Deutschland: In Bremen findet die Bürgerschaftswahl statt. Nach dem vorläufigen amtlichen Endergebnis entfallen auf die SPD 42,3 % der abgegebenen Stimmen, auf die CDU 29,9 %, auf die Grünen 12,8 %, auf die Schill-Partei 4,3 %, auf die FDP 4,2 % und auf die DVU 2,3 %. FDP und DVU werden mit jeweils einem Sitz in der Bürgerschaft vertreten sein, da sie in Bremerhaven die Sperrklausel von 5 % überschreiten.[10]
- Buenos Aires/Argentinien: Néstor Kirchner legt den Amtseid für seine Präsidentschaft ab, nachdem sein Vorgänger Carlos Menem seine Kandidatur zurückzog.
- Jerewan/Armenien: Die Wahlen zur Nationalversammlung finden statt.

### Montag, 26. Mai 2003
- Kigali/Ruanda: In einer Volksabstimmung votieren 93 % der Stimmberechtigten für die Annahme der neuen Verfassung.
- Türkei: Beim Absturz eines ukrainischen Flugzeugs vom Typ Jak-42 unweit der Stadt Trabzon sterben alle 62 spanischen Soldaten an Bord sowie die zwölf Mitglieder der Besatzung. Die Passagiere waren auf dem Rückflug von ihrem Einsatz in Afghanistan.

### Dienstag, 27. Mai 2003
- Algerien: Nach dem letztwöchigen Erdbeben erschüttert ein Beben der Stärke 5,8 MW die Krisenregion. Die Zahl der Todesopfer beider Beben liegt bei rund 2.200.
- Düsseldorf/Deutschland: Das Oberlandesgericht verfügt, dass der selbsternannte Kalif von Köln, Metin Kaplan, nicht an die Türkei ausgeliefert, sondern aus der Haft entlassen wird. Die Aussicht auf ein faires Verfahren in der Türkei stufen die Richter als zweifelhaft ein.[11]
- Lima/Peru: Präsident Alejandro Toledo verhängt nach zwei Wochen Lehrerstreik und Straßenblockaden durch Bauern den Ausnahmezustand für zunächst 30 Tage.

### Mittwoch, 28. Mai 2003

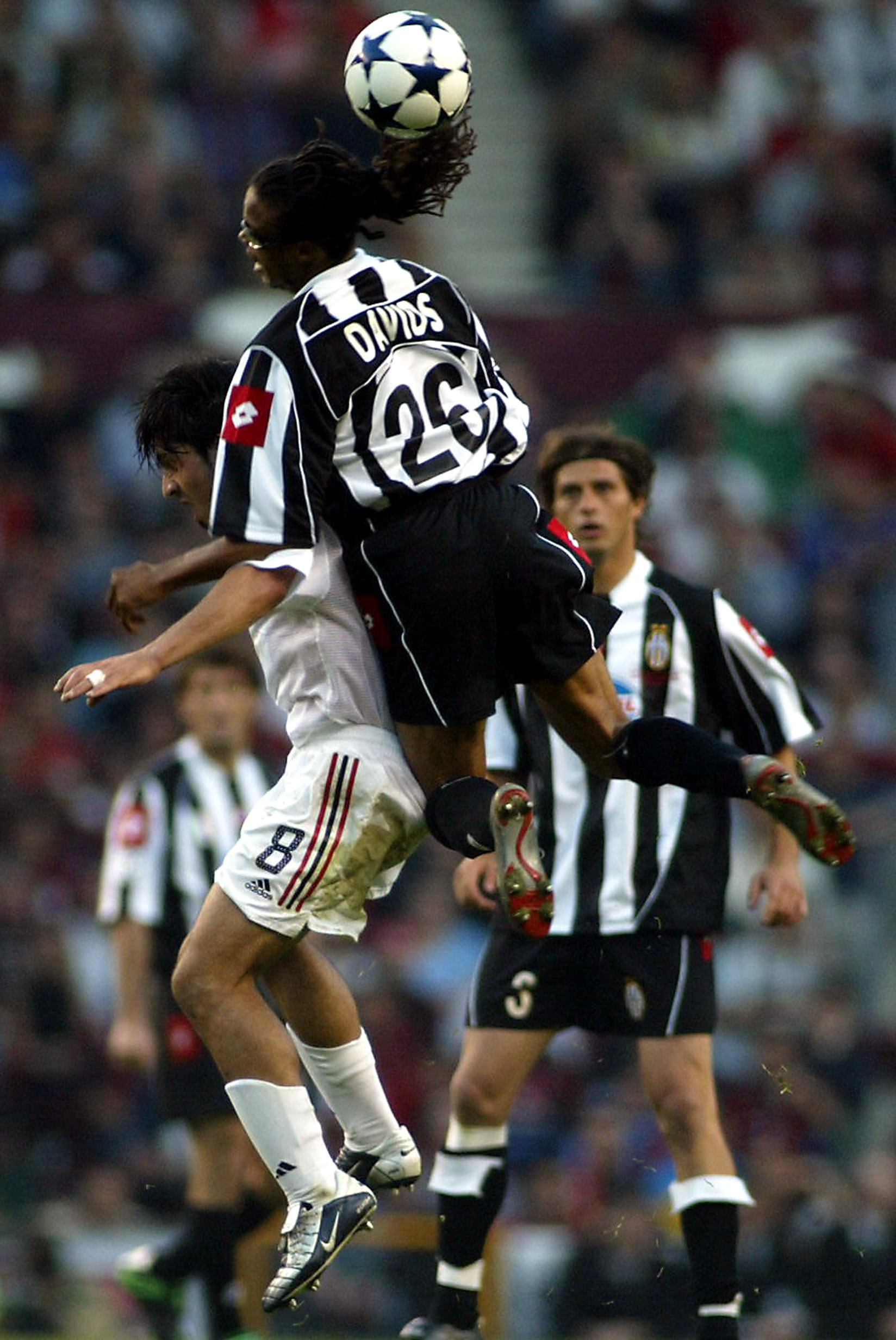
Szene aus dem Finale der Champions League

Der Pinguin des freien Betriebssystems

- Berlin/Deutschland: In der Stadt beginnt, u. a. mit einem Grußwort von Papst Johannes Paul II., der erste Ökumenische Kirchentag. Sein Motto ist: „Ihr sollt ein Segen sein.“[12]
- Berlin/Deutschland: Der Präsident des Bundesverbands der Deutschen Industrie Michael Rogowski bezeichnet die vorgestellten Sozialreformen der Agenda 2010 als einen „Schritt in die richtige Richtung“ und kritisiert die Unionsparteien für deren ablehnende Haltung.
- Kalifornien/Vereinigte Staaten: Das Internet-Auktionshaus eBay wird wegen Verletzung eines Softwarepatents zur Zahlung von 35 Millionen US-Dollar verurteilt.
- Manchester/Vereinigtes Königreich: Die AC Mailand gewinnt im Old-Trafford-Stadion das Finale der Fußball-Champions-League gegen Juventus Turin im Elfmeterschießen mit 3:2.[13]
- München/Deutschland: Der Stadtrat entscheidet sich bei der Wahl des städtischen IT-Betriebssystems trotz eines hohen angebotenen Rabatts von Seiten Microsofts für das unentgeltlich von Privatpersonen programmierte freie System Linux. Professionelle Anbieter prophezeien Linux seit dessen Auftauchen ein baldiges Verschwinden vom Markt.
- Washington, D.C./Vereinigte Staaten: Verteidigungsminister Donald Rumsfeld äußert zum Thema der nicht aufgefundenen im Irak vermuteten Massenvernichtungswaffen, dass der Irak sie vor Beginn des Dritten Golfkriegs zerstört haben könnte. Die Vereinigten Staaten hatten die Existenz solcher Waffen als Motiv des von ihnen angeführten Angriffs auf den Irak ausgegeben.[14]

### Donnerstag, 29. Mai 2003
- Berlin/Deutschland: Zum gemeinsamen Abendmahl von Protestanten und Katholiken am Rande des ersten Ökumenischen Kirchentags erscheinen etwa 2.000 Gläubige. Der emeritierte Theologieprofessor Gotthold Hasenhüttl leitet die Feier. Zuvor erteilte Papst Johannes Paul II. den Katholiken ein Teilnahmeverbot.
- Kabul/Afghanistan: In der Hauptstadt fährt ein Fahrzeug der Bundeswehr auf eine Mine. Ein Stabsgefreiter stirbt bei der Explosion.
- Kaschmir/Indien: Bei Kämpfen in der Gebirgsregion zwischen der indischen Armee und Rebellen kommen mindestens 15 Rebellen ums Leben.
- Palästinensische Autonomiegebiete: Kurz vor dem Treffen des Regierungschefs der Autonomiegebiete Mahmud Abbas mit dem israelischen Ministerpräsidenten Ariel Scharon starten die israelischen Streitkräfte eine weitere Offensive. Dabei kommen zwei Palästinenser ums Leben.
- Pastaza/Ecuador: Bei Auseinandersetzungen zwischen zwei indigenen Gruppen in der Provinz Pastaza kommen 30 Menschen ums Leben.
- Prag/Tschechische Republik: Verteidigungsminister Jaroslav Tvrdík will von seinem Amt zurücktreten, da er in den Haushaltskürzungen in Höhe von umgerechnet 1,1 Millionen Euro eine Gefahr für die geplante Militärreform sieht.
- Puno/Peru: In der Stadt stirbt ein Student bei Protesten gegen den am Dienstag verhängten Ausnahmezustand.
- Washington, D.C./Vereinigte Staaten: Verteidigungsminister Donald Rumsfeld beschuldigt den Iran, Revolutionsgardisten in den Irak einzuschleusen und die irakische Bevölkerung gegen die Vereinigten Staaten aufzuwiegeln. Gleichzeitig bestreitet er Kriegsvorbereitungen gegen den Iran. Sein Stellvertreter Paul Wolfowitz räumt ein, dass die immer noch nicht gefundenen Massenvernichtungswaffen des Irak nicht der Hauptgrund für den Einmarsch waren, vielmehr habe man für Frieden in Nahost sorgen wollen.
- Wien/Österreich: Der FK Austria Wien ist offiziell Österreichischer Fußballmeister 2003. Das Spiel gegen den SC Schwarz-Weiß Bregenz musste für 25 Minuten unterbrochen werden, weil hunderte Fans der Austria in der 77. Spielminute aus Freude über den Erfolg den Platz stürmten.[15]

### Freitag, 30. Mai 2003
- Bagdad/Irak: Auf Initiative der Vereinigten Staaten kündigt der irakische Staat Erdöl-Förderverträge auf, die unter dem ehemaligen Staatschef Saddam Hussein mit Ölgesellschaften aus China, Frankreich und Russland geschlossen wurden.
- Berlin/Deutschland: Im Rahmen des Ökumenischen Kirchentags verabschieden Vertreter von 16 Kirchen in Deutschland eine Charta Oecumenica, die eine Verpflichtung zur engeren Zusammenarbeit zwischen Vertretern des katholischen und des evangelischen Glaubens enthält.
- Israel: Ministerpräsident Ariel Scharon stellt bei einem Treffen mit dem palästinensischen Regierungschef Mahmud Abbas in Aussicht, die Blockade der Palästinensischen Autonomiegebiete zu lockern und 25.000 Palästinensern wieder den Zugang zu ihren Arbeitsplätzen außerhalb der Autonomiegebiete zu ermöglichen.

### Samstag, 31. Mai 2003

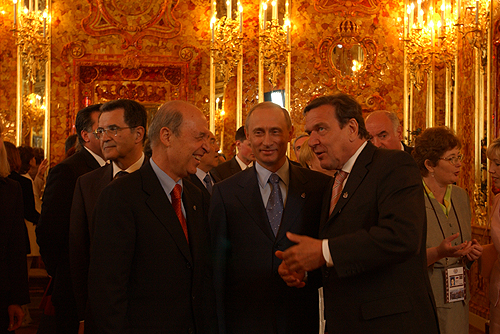
Romano Prodi, Konstantinos Simitis, Wladimir Putin, Gerhard Schröder

- Berlin/Deutschland: Der FC Bayern München gewinnt mit einem 3:1 gegen den 1. FC Kaiserslautern den DFB-Pokal.
- Bern/Schweiz: Ein 4:2-Sieg beim Berner SC Young Boys macht den Grasshopper Club Zürich zum Schweizer Fussballmeister 2003.[16]
- Grönland, Island, Vereinigtes Königreich: Eine ringförmige Sonnenfinsternis kurz nach Sonnenaufgang ist von Grönland, Island und den Shetlandinseln aus sichtbar. In Deutschland kann sie als partielle Finsternis wahrgenommen werden, die ihr Maximum mit einer Bedeckung von circa 85 % gegen 5.30 Uhr Ortszeit erreicht.
- Oświęcim/Polen: US-Präsident George W. Bush besucht das ehemalige Konzentrationslager in Auschwitz als zweiter US-Präsident nach Gerald Ford im Jahr 1975.
- Paris/Frankreich: Im Beisein von 15.000 Zuschauern landet zum letzten Mal ein Überschallflugzeug vom Typ Concorde der Air France. Im Oktober sollen dann auch die Concorde-Maschinen mit britischer Registrierung außer Dienst gestellt werden.
- Pretoria/Südafrika: Präsident Thabo Mbeki fordert von den G8-Staaten die Aufhebung von Handelsschranken für Agrarprodukte aus Entwicklungsländern. Er bezeichnet die Hilfen der „reichen Staaten“ als nicht zielführend, wenn den Entwicklungsländern der freie Export ihrer Erzeugnisse verwehrt bleibe.
- Sankt Petersburg/Russland: Anlässlich der Stadtgründung vor 300 Jahren wird die fertiggestellte Kopie des Bernsteinzimmers der Öffentlichkeit übergeben. Präsident Wladimir Putin, der deutsche Bundeskanzler Gerhard Schröder und weitere Staatschefs wohnen der Zeremonie bei.

## Weblinks

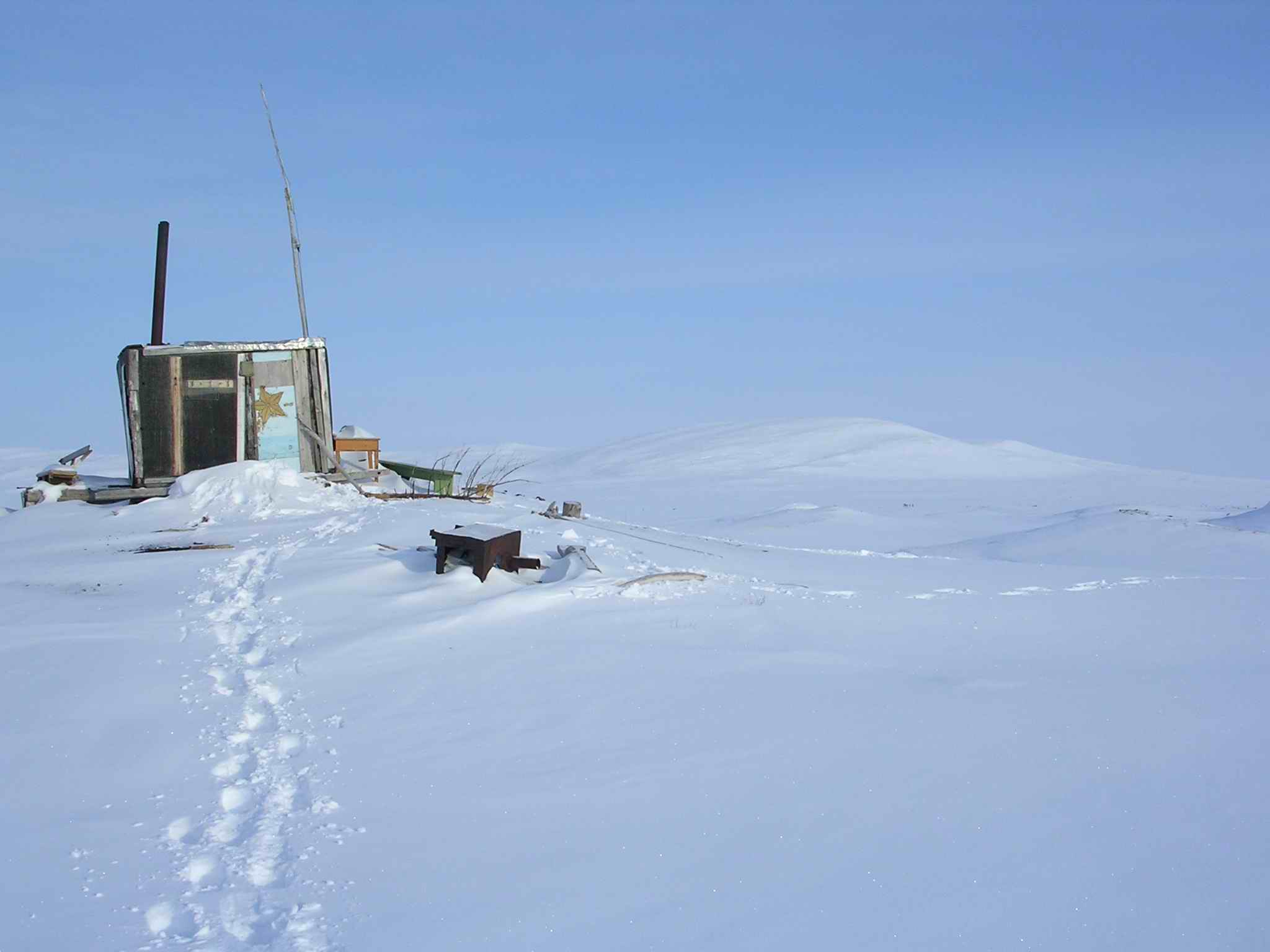
Russland im Mai 2003